# اچ‌ام‌ای‌اس گولبورن
اچ‌ام‌ای‌اس گولبورن (به انگلیسی: HMAS Goulburn) یک کشتی بود که طول آن ۱۸۶ فوت (۵۷ متر) بود. این کشتی در سال ۱۹۴۰ ساخته شد.